# سليمان سيسوكو (لاعب كرة قدم)
سليمان سيسوكو (بالفرنسية: Slimane Sissoko)‏ هو لاعب كرة قدم فرنسي في مركز الهجوم، ولد في 20 مارس 1991 في كريتاي في فرنسا. لعب مع ستاد رين ونادي أنجيه ونادي بولون ونيم أولمبيك.

## وصلات خارجية
- سليمان سيسوكو (لاعب كرة قدم) على موقع رابطة كرة القدم الفرنسية للمحترفين (الإنجليزية)
- سليمان سيسوكو (لاعب كرة قدم) على موقع قاعدة بيانات كرة القدم.إي يو (الإنجليزية)
- سليمان سيسوكو (لاعب كرة قدم) على موقع Soccerway.com (الإنجليزية)
- سليمان سيسوكو (لاعب كرة قدم) على موقع AS.com (الإسبانية)